# TVP Info
TVP Info — польський інформаційний телеканал, який замінив TVP3. Власником є громадський мовник TVP. Має офіси у найбільших містах Польщі і транслює регіональні новини кілька годин на день (з 17:00 до 20:00 і з 21:45 до 22:15 щоденно).
Штаб-квартира розташована у Варшаві. TVP Info доступний для перегляду через наземне телебачення і кабельні мережі. Через супутникові платформи поширюється сигнал Варшавської версії.

## Споріднені канали
- - TVP3 Białystok в Білостоку для Підляського воєводства
  - TVP3 Bydgoszcz в Бидгощи для Куявсько-Поморського воєводства
  - TVP3 Gdańsk в Гданську для Поморського воєводства
  - TVP3 Gorzów Wielkopolski
  - TVP3 Katowice в Катовицях для Сілезького воєводства
  - TVP3 Kielce в Кельцях для Свентокшиського воєводства
  - TVP3 Kraków в Кракові для Малопольського воєводства
  - TVP3 Lublin
  - TVP3 Łódź
  - TVP3 Olsztyn
  - TVP3 Opole
  - TVP3 Poznań
  - TVP3 Rzeszów
  - TVP3 Szczecin
  - TVP3 Warszawa
  - TVP3 Wrocław